# ائتلاف طبقاتی
ائتلاف طبقاتی یک اصل در سازماندهی اجتماع است و بر این اساس است که اگر جامعه به طبقه‌های اجتماعی با رتبه‌های متفاوت بخش‌بندی شود پدیدهٔ مثبتی برای جامعه است و یکی از جنبه‌های ضروری داشتن تمدن است.

## حمایت فاشیست
ائتلاف طبقاتی یکی از ستون‌های باورهای فاشیسم است. بنیتو موسولینی گفته است که «فاشیسم نابرابری‌های میان انسان‌ها که سودبخش و غیرقابل تغییر است را می‌پذیرد» همچنین می‌گوید که در نظر گرفتن رتبه‌بندی اجتماعی چیزی است که مورد پذیرش همهٔ طبقه‌های اجتماعی است از این رو همهٔ طبقه‌های اجتماعی در حفظ آن باید همکاری کنند. هم اعضای طبقات پایین و هم طبقات بالا باید نقش شان را در جامعه بپذیرند و به وظایف خود عمل کنند.

## کمونیست‌ها
کمونیسم در جهان بینی کاملاً مخالف طبقه‌بندی اجتماع است و به در مبارزه طبقاتی است و ترجیح می‌دهد جامعه ای بدون طبقه‌بندی وجود داشته باشد.